# Dithmarscher Kohltage

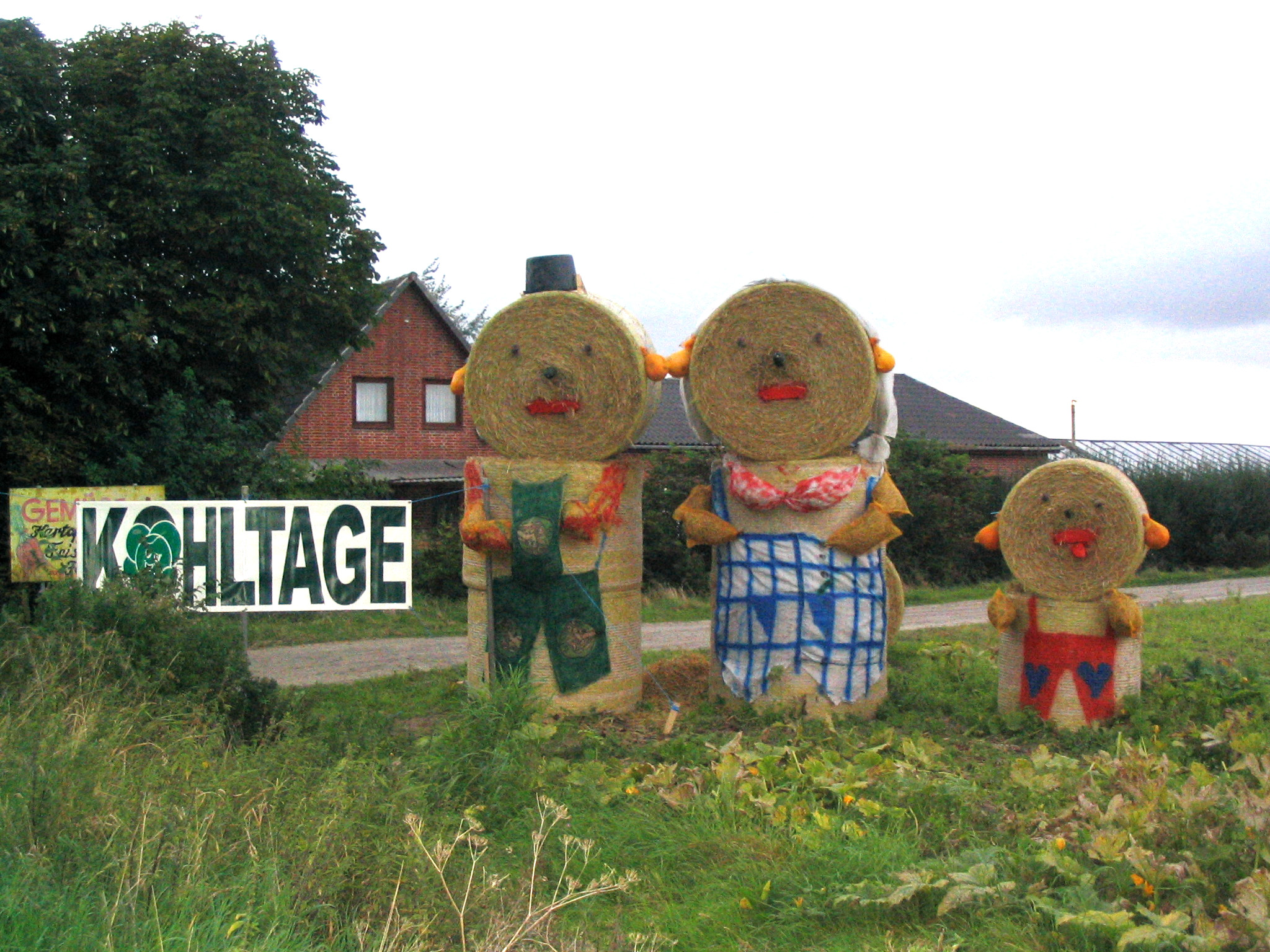
Hinweisschild mit Figuren aus Strohrundballen

Die Dithmarscher Kohltage sind ein mehrtägiges Erntefest im Kreis Dithmarschen, das seit 1986 jährlich in der dritten vollen Septemberwoche stattfindet und das die Bedeutung des Kohlanbaus für die Region würdigen und zudem den Tourismus fördern soll.

## Entstehung
Als Vater der Kohltage gilt der gebürtige Hamburger Unternehmer Peter Quirin aus Kronprinzenkoog. Dieser suchte Mitte der 1980er Jahre nach einer Möglichkeit, die regionale Landwirtschaft und Kultur zu verbinden und Gäste für Dithmarschen zu begeistern. In den Mittelpunkt gerückt werden sollte das Produkt Kohl, das seit dem Ende des 19. Jahrhunderts auf den fruchtbaren Marschböden angebaut wird. Mit einer Ernte von jährlich etwa 90 Millionen Kohlköpfen auf ca. 3000 ha ist Dithmarschen Europas größtes zusammenhängendes Anbaugebiet. Im Jahre 2014 erhielt Dithmarscher Kohl das Gütezeichen geschützte geographische Angabe (ggA) der Europäischen Union. Als Vorbild für ein Produktfest diente Quirin das Oktoberfest in München.

## Kohlregentinnen
Als Reminiszenz an die Bauernrepublik Dithmarschen, in der seit dem Mittelalter bis 1559 wohlhabende Bauern die Regenten waren, wird jährlich für die Dauer von zwei Jahren eine Kohlregentin ausgewählt. Damit sind immer zwei Kohlregentinnen im Amt, die während der Festtage als Werbeträgerinnen an Veranstaltungen im gesamten Kreisgebiet teilnehmen. Ihre Kleidung ist der Dithmarscher Tracht aus dem 15. und 16. Jahrhundert nachempfunden. Dabei dominieren die Farben des Kreiswappens Rot und Weiß. Typische Bestandteile sind ein Gürtel mit Knöpfen und ein kleiner Samtbeutel. Der Samtbeutel diente ursprünglich als Besteckköcher, da es üblich war, sein eigenes Besteck mitzunehmen. Durch die Anzahl der Knöpfe gab die Trägerin einen Hinweis darauf, wie viele Hektar Land ihr elterlicher Hof umfasste. Dabei stand ein Knopf für zehn Hektar. Während ihrer zweijährigen Regentschaft repräsentieren die amtierenden Kohlregentinnen die Region deutschlandweit bei Veranstaltungen, beispielsweise bei der Grünen Woche in Berlin.

## Ablauf

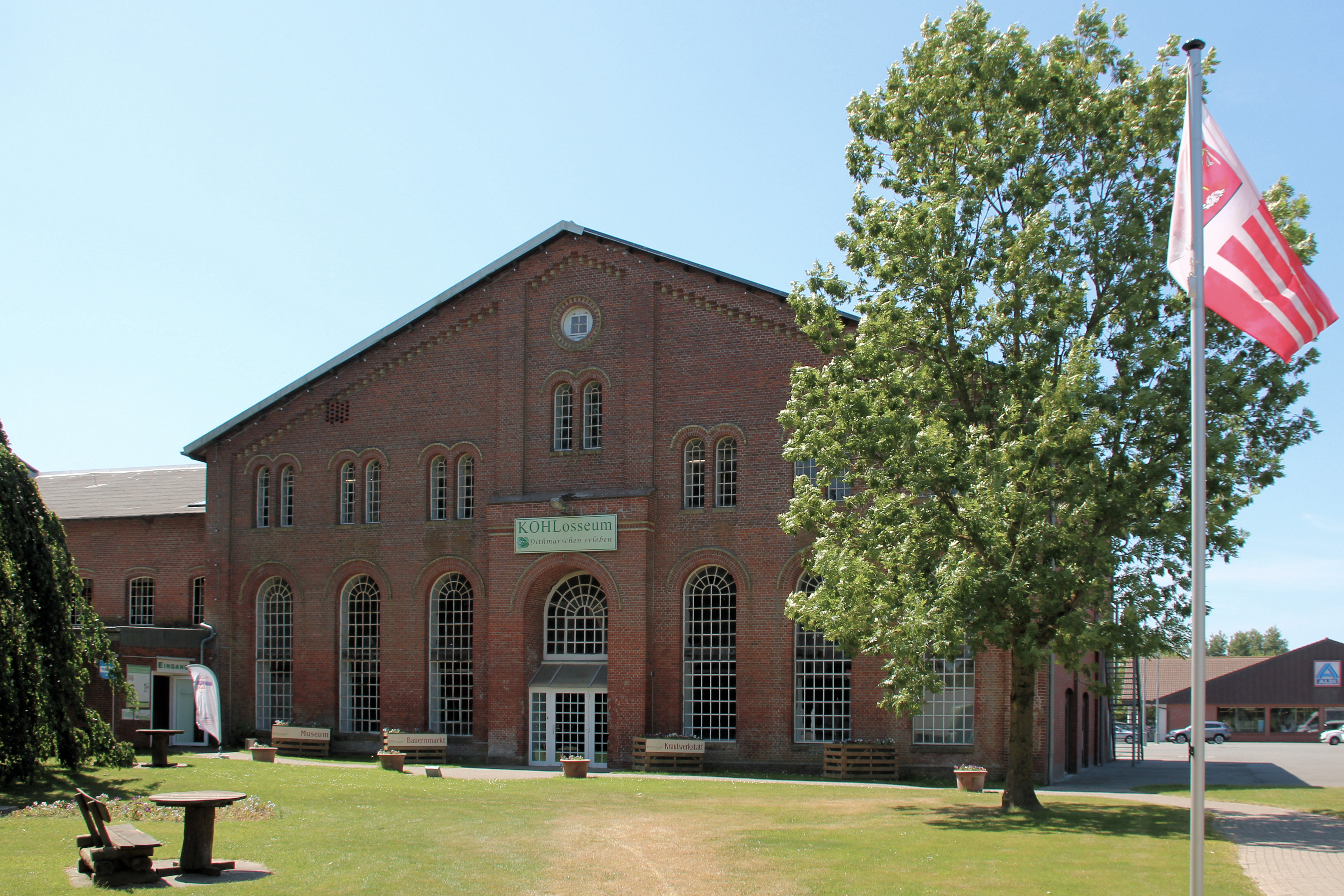
Das Kohlosseum in Wesselburen

Die Kohltage beginnen auf einem jährlich wechselnden Bauernhof mit der Eröffnungsfeier und dem Kohlanschnitt, wodurch der Beginn der Erntesaison offiziell eingeleitet wird. Im Laufe der Woche finden im Kreisgebiet zahlreiche Veranstaltungen statt. Traditionelle Bestandteile sind in der Regel der Bauernmarkt in Brunsbüttel mit Kunsthandwerk und der längsten Kohltafel der Welt, die Kohlmeile auf dem Heider Marktplatz, das Stadtfest in Marne mit einer Krauthobel-Meisterschaft, das Kohlvergnügen in Meldorf mit einem Handwerkermarkt, einer Oldtimertrecker-Ausstellung und einem Spektakel rund um den Dom sowie Live-Vorführungen in der Krautwerkstatt im Kohlosseum in Wesselburen. In vielen Gaststätten werden Heiermann- und Drei-Taler-Gerichte auf der Basis von Kohl angeboten. Mehrere Bäckereien nehmen Kohlbrot in ihr Sortiment auf. In Hofläden und an Verkaufsständen gibt es neben Kohl weitere Produkte aus der Region zu erwerben.

## Sonstiges
- Im Jahre 2007 wurde die Deutsche Kohlstraße eröffnet. Sie hat eine Länge von 125 km, führt von Brunsbüttel nach Friedrichskoog, Marne, Meldorf, Wesselburen und Büsum und ist gekennzeichnet durch 220 Schilder mit einem grünen Kohlkopf auf weißem Grund.[12][13]
- Der YouTuber Freshtorge thematisierte den Kohlanschnitt 2023 in einem Video aus der Reihe Helga & Marianne.